# Monkeybone
Monkeybone ist eine US-amerikanische Fantasykomödie von Henry Selick aus dem Jahr 2001. Das Drehbuch von Sam Hamm beruht auf dem Cartoon Dark Town von Kaja Blackley.

## Handlung
Stu Miley ist ein Cartoonzeichner, er kreierte das Cartoon Monkeybone über einen so benannten Affen. Miley leidet unter Albträumen, weswegen er von Dr. Julie McElroy therapiert wird, in die er sich verliebt. Sie inspirierte Miley zum Cartoon, mit dem er erfolgreich wurde.
Miley erlebt einen Unfall, nach dem er sich im komatösen Zustand befindet. In diesem Zustand erlebt er eine Fantasiewelt, in der er Monkeybone trifft. Monkeybone übernimmt Mileys Körper, in dem er auf die Erde kommt. Miley wird verhaftet und trifft im Gefängnis Autoren wie Edgar Allan Poe und Stephen King. Er erfährt über eine Verschwörung von Gestalten der Fantasiewelt, die die Körper bekannter Autoren der realen Welt übernehmen.
Eine Fantasiegestalt befreit Miley aus dem Gefängnis. Er übernimmt einen Körper und kämpft gegen seinen Gegner bis beide von der angekommenen Polizei getötet werden.
Der Tod vereint die Persönlichkeiten von Miley und Monkeybone in einem Körper, der in die reale Welt geschickt wird.

## Kritiken
Michael O’Sullivan schrieb in der Washington Post vom 23. Februar 2001, die Komödie sei stellenweise, aber nicht konsequent genug lustig. Die Spezialeffekte seien „beeindruckend“.
Das Lexikon des internationalen Films schrieb: „Technisch gelungene Mischung aus Real-, Zeichen- und Puppentrickfilm, dessen dürftiges, von zotigem Humor bestimmtes Drehbuch aber nie das in der Vorlage schlummernde ‚Dr. Jekyll und Mr. Hyde‘-Motiv erreicht. Nicht mehr als eine leidlich gruselnde Geisterbahnfahrt.“

## Auszeichnungen
Der Film wurde im Jahr 2002 in zwei Kategorien für den Taurus Award nominiert.

## Hintergrund
Der Film wurde in Los Angeles und in San Francisco gedreht. Seine Produktionskosten betrugen schätzungsweise 75 Millionen US-Dollar. Der Film spielte in den Kinos der USA ca. 5,4 Millionen US-Dollar ein und ca. 2,2 Millionen US-Dollar in den anderen Ländern.